# Keir Gilchrist
Keir David Peters Gilchrist (Londra, 28 settembre 1992) è un attore britannico.
È conosciuto soprattutto per il ruolo principale di Marshall Gregson nella serie televisiva United States of Tara e quello di Sam Gardner nella serie televisiva Atypical distribuita da Netflix.

## Biografia
Keir Gilchrist nasce a Londra, dove trascorre i primi anni della sua vita. Il suo nonno materno è il banchiere, economista e politico canadese Douglas Peters, e suo zio è l'economista David Wilfrid Peters. Durante l'infanzia, Gilchrist e la sua famiglia si trasferiscono a Boston, nel Massachusetts, e successivamente a New York, prima di stabilirsi definitivamente a Toronto. Per poi ritraferirsi in inghilterra.Gilchrist scopre la propria passione per la recitazione in giovane età, ed è il suo maestro di recitazione a convincerlo a diventare un attore professionista.
Frequenta l'Annex Children's Theatre, interpreta Josh McKellar nella serie televisiva di breve durata The Winner, e Jamie, il ragazzo che ha una cotta per Lizzie, nella serie La mia vita con Derek. Dal 2009 al 2011 interpreta il ruolo di Marshall Gregson nella serie United States of Tara di Showtime, e nel 2010 ha il ruolo del protagonista nella commedia drammatica 5 giorni fuori, basata su un romanzo di Ned Vizzini. Dal 2017 al 2021 recita nella serie Netflix Atypical, in cui interpreta il ruolo del protagonista, Sam, un ragazzo autistico. È anche britannico.
Oltre che attore, Keir è anche un musicista: porta infatti avanti la seconda carriera di vocalist death metal con le band Whelm e Phalanx.

## Filmografia

### Attore

#### Cinema
- The Right Way, regia di Mark Penney (2004)
- The Sadness of Johnson Joe Jangles, regia di Jeffrey St. Jules - cortometraggio (2004)
- Saint Ralph, regia di Michael McGowan (2004)
- Horsie's Retreat, regia di Tony Asimakopoulos (2005)
- The Waldo Cumberbund Story, regia di Simon Ennis - cortometraggio (2005)
- Spoonfed, regia di Mars Horodyski - cortometraggio (2006)
- Find, regia di Tara Samuel - cortometraggio (2006)
- A Lobster Tale, regia di Adam Massey (2006)
- Dead Silence, regia di James Wan (2007)
- The Egg Factory, regia di William Fruet (2008)
- The Rocker - Il batterista nudo (The Rocker), regia di Peter Cattaneo (2008)
- Just Peck, regia di Michael A. Nickles (2009)
- Hungry Hills, regia di Rob W. King (2009)
- 5 giorni fuori (It's Kind of a Funny Story), regia di Anna Boden e Ryan Fleck (2010)
- Matty Hanson and the Invisibility Ray, regia di William Fruet (2011)
- Seasick Sailor, regia di Torre Catalano - cortometraggio (2013)
- It Follows, regia di David Robert Mitchell (2014)
- Dark Summer, regia di Paul Solet (2015)
- Effetto Lucifero (The Stanford Prison Experiment), regia di Kyle Patrick Alvarez (2015)
- Share, regia di Pippa Bianco - cortometraggio (2015)
- Bastardi insensibili (The Heyday of the Insensitive Bastards), registi vari (2015)
- Len and Company, regia di Tim Godsall (2015)
- Tales of Halloween, regia di Darren Lynn Bousman, Axelle Carolyn e Adam Gierasch (2015)
- Smoke, regia di Simon Savelyev - cortometraggio (2015)
- Los, regia di Gabriel Cowan - cortometraggio (2015)
- The Good Neighbor - Sotto controllo (The Good Neighbor), regia di Kasra Farahani (2016)
- The Elvis Room, regia di Andrew Schwarz - cortometraggio (2016)
- Katie Says Goodbye, regia di Wayne Roberts (2016)
- Tilt, regia di Kasra Farahani (2017) Non accreditato
- Una pericolosa ossessione (Heartthrob), regia di Chris Sivertson (2017)
- Pisces, regia di Cody Fern - cortometraggio (2017)
- Castle in the Ground, regia di Joey Klein (2019)
- Flashback, regia di Christopher MacBride (2020)
- An Intrusion, regia di Nicholas Holland (2021)

#### Televisione
- Queer as Folk - serie TV, episodio 3x09 (2003)
- Doc - serie TV, episodio 5x07 (2004)
- Samantha: An American Girl Holiday, regia di Nadia Tass - film TV (2004)
- Missing (1-800-Missing) - serie TV, episodio 3x03 (2005)
- ReGenesis - serie TV, episodio 2x10 (2006)
- The Winner - serie TV, 6 episodi (2007)
- The Altar Boy Gang, regia di Kelly Makin - film TV (2007)
- La mia vita con Derek (Life with Derek) - serie TV, episodi 3x02-3x15 (2007)
- The Listener - serie TV, episodio 1x05 (2009)
- United States of Tara - serie TV, 36 episodi (2009-2011)
- Newsreaders - serie TV, episodio 1x08 (2013)
- Cyber Attack (Delete), regia di Steve Barron - miniserie TV (2013)
- Sea of Fire, regia di Allison Liddi-Brown - film TV (2014)
- Room 104 - serie TV, episodio 1x10 (2017)
- Atypical - serie TV, 38 episodi (2017-2021)
- Love & Death, regia di Lesli Linka Glatter e Clark Johnson – miniserie TV, 6 puntate (2023)
- The Walking Dead: Dead City – serie TV, 6 episodi (2025)

### Doppiatore
- Miss Spider (Miss Spider's Sunny Patch Friends) - serie TV, 1 episodio (2006)
- I Griffin (Family Guy) - serie TV, 2 episodi (2007-2013)

## Doppiatori italiani
Nelle versioni in italiano delle opere in cui ha recitato, Keir Gilchrist è stato doppiato da:
- Daniele Giuliani in 5 giorni fuori, The Walking Dead: Dead City
- Alex Polidori in Atypical
- Jacopo Bonanni in United States of Tara
- Stefano Broccoletti in It Follows
- Alessio Puccio in The Listener